# Caroline Wagemans
Caroline Wagemans (13 november 1986) is een Belgisch hockeyster.

## Levensloop
Wagemans begon met hockey bij La Rasante. In 1995 maakte ze de overstap naar Royal Orée. Bij deze club bleef ze actief tot 2013, waarna ze de overstap maakte naar Waterloo Ducks. In 2016 ging ze vervolgens aan de slag bij Royal White Star, maar keerde na een seizoen terug naar Waterloo Ducks. Met deze club behaalde ze in 2018 de landstitel. Ook was ze actief in het zaalhockey, waarin ze met White Star eenmaal (2017) en met Waterloo Ducks driemaal landskampioen (2018, 2019 en 2020) werd. In april 2020 zette ze een punt achter haar spelerscarrière op het veld.
Daarnaast was ze actief bij het Belgisch hockeyteam. Met de Red Panthers nam ze onder meer deel aan het Europees kampioenschap van 2015. Tevens maakt ze deel uit van de nationale zaalhockeyselectie. Met de indoor Red Panthers nam ze onder meer deel aan het Europees kampioenschap van 2020 en het wereldkampioenschap van 2023.